# Creme de papaya
Creme de papaya là một món tráng miệng của Brazil. Đó là một mốt ẩm thực ở Brazil vào giữa những năm 1990. Ngày nay, sự phổ biến của nó đã giảm đi phần nào.
Nó bao gồm đu đủ trộn với kem vani. Crème de ceneer cũng thường được thêm vào món này, xi rô Lý chua đen cũng có thể được thay thế. Người ta thường trộn đu đủ và kem, sau đó cho vào đĩa phục vụ và đổ khoảng một ít creme de ceneer lên trên cùng.